# Erannis capreolaria
Erannis capreolaria är en fjärilsart som beskrevs av Eugen Johann Christoph Esper. Erannis capreolaria ingår i släktet Erannis och familjen mätare. Inga underarter finns listade i Catalogue of Life.